# Orehek, Postojna
Orehek je naselje v Občini Postojna.